# 黃昭展
黃昭展（1956年3月20日—），中華民國政治人物，曾任台灣團結聯盟副秘書長。
2001年中華民國立法委員選舉時曾被台聯規劃為不分區立委提名名單第八名，但並未當選。在2008年中華民國立法委員選舉時曾一度打算參選屏東縣第三選舉區立委，但最後禮讓民進黨提名的潘孟安參選，後被安排至台聯不分區立委第13名，仍未當選。後獲聘為縣府顧問。
2014年12月，參加民進黨屏東縣立委補選初選，獲得李登輝、陳菊、曹啟鴻、潘孟安等人助選，但終究敗給甫卸任台北市議員的莊瑞雄。後接受屏東縣政府之請，續聘為縣府顧問。
2015年10月下旬，黃昭展宣布退出民進黨並以無黨籍參選屏東縣第三選區立委，挑戰尋求連任的莊瑞雄。國民黨則提名媒體人出身的東港女兒許謹如參選,形成三強鼎立的局面。結果第二高票敗選。
2018年,黃昭展以無黨籍身分參選新園鄉長,結果敗給另一鄉長候選人方冠丁1220票,以第二高票敗選。